# Liste der Monuments historiques in Haumont-près-Samogneux
Die Liste der Monuments historiques in Haumont-près-Samogneux führt die Monuments historiques in der französischen Gemeinde Haumont-près-Samogneux auf.

## Liste der Immobilien
| Bezeichnung                     | Beschreibung                   | Standort                                | Kennzeichnung | Schutzstatus | Datum | Bild           |
| ------------------------------- | ------------------------------ | --------------------------------------- | ------------- | ------------ | ----- | -------------- |
| Befehlsstand des Colonel Driant | Feldbefestigung, 1915 angelegt | östlich der Wüstung an der D 125 (Lage) | PA00106584    | Classé       | 1931  | weitere Bilder |